# Atletica leggera ai Giochi della XXIII Olimpiade - 5000 metri piani

Video della Finale

I 5000 metri piani hanno fatto parte del programma maschile di atletica leggera ai Giochi della XXIII Olimpiade. La competizione si è svolta nei giorni 8-11 agosto 1984 al «Memorial Coliseum» di Los Angeles.

## Presenze ed assenze dei campioni in carica
| Competizione      | Atleta             | Prestazione | Los Angeles 1984 |
| ----------------- | ------------------ | ----------- | ---------------- |
| Olimpiadi 1980    | Miruts Yifter      | 13'20”91    | Rit. 1981        |
| Commonwealth 1982 | David Moorcroft    | 13'33”00    | Presente         |
| Europei 1982      | Thomas Wessinghage | 13'28"90    | Assente          |
| Asiatici 1982     | Masanari Shintaku  | 13'53”74    | Assente          |
| Africani 1982     | Wodajo Bulti       | 13'45”34    | Etiopia assente  |
| Mondiali 1983     | Eamonn Coghlan     | 13'28"53    | Assente          |

1. ↑  Sotto la bandiera della Gran Bretagna.
2. ↑  Per il boicottaggio.

## Turni eliminatori
| 4 Batterie   | 8 agosto  | 54 partenti    | Si qualificano i primi 6 + i 4 migliori tempi. |
| 2 Semifinali | 9 agosto  | 14 + 14        | Si qualificano i primi 6 + i 2 migliori tempi. |
| Finale       | 11 agosto | 14 concorrenti |                                                |

## Finale
John Walker, oro nel 1976 sui 1500 metri, non aveva potuto difendere il suo titolo a Mosca per il boicottaggio. Cerca una nuova occasione al Coliseum.

Non c'è un chiaro favorito. La gara è tattica. 
A due giri dalla fine sono rimasti in sei. Davanti c’è António Leitão (Por), seguito come un’ombra da Saïd Aouita. Walker è staccato (arriverà ottavo).

All’ultimo giro Leitao scatta cercando di scrollarsi di dosso il marocchino, che invece gli rimane incollato. L’unico che riesce a tenere il loro ritmo è Markus Ryffel (Svizzera).
Ai 200 metri Ryffel produce un allungo ma Aouita non si fa sorprendere e cambia ritmo a sua volta. Il marocchino entra primo nel rettilineo finale: è talmente sicuro di sé che negli ultimi metri, mentre è ancora in spinta, saluta il pubblico agitando una mano.

Delude il primatista mondiale David Moorcroft, che giunge ultimo.
Quello di Aouita è il secondo oro in assoluto per il Marocco ai Giochi Olimpici. Giunge appena tre giorni dopo l'impresa dell'ostacolista Nawal El Moutawakel.
| Pos | Paese      | Atleta         | Tempo        |
| --- | ---------- | -------------- | ------------ |
|     | Marocco    | Saïd Aouita    | 13'05”59 min |
|     | Svizzera   | Markus Ryffel  | 13'07”54 min |
|     | Portogallo | António Leitão | 13'09”20 min |